# 김민식 (축구인)
김민식(한국 한자: 金敏植, 1985년 10월 29일 ~ )은 대한민국의 전 축구 선수이자 현 지도자로 현재 강릉제일고등학교 축구부의 GK 코치로 활동하고 있다. 선수 시절 포지션은 골키퍼였다.

## 클럽 경력
김민식은 호남대학교 축구부 출신으로, 2008 K리그 드래프트에서 전북 현대 모터스에 입단했다. 2009년 6월 27일 강원 FC와의 경기에서 부상당한 권순태와 교체되어 데뷔전을 치렀지만 세 골을 내주었고, 경기는 2-5로 패배하였다.
2011년 김민식은 승부조작에 연루된 염동균이 징계를 받은 후 주전 골키퍼로 도약하여 전북의 2011 시즌 우승에 일조하였다.
그 이후, 상무에 입대하여 군 복무를 마쳤으며, 2015 시즌을 앞두고, 전남 드래곤즈로 이적하였다.
2017년 FC 안양으로 이적했다.
2018년에 시즌 중 FC 안양과 상호합의 하의 계약을 해지했다.
그 후, 현역 은퇴를 하여 2021년부터 강릉제일고등학교에서 GK 코치로 재직 중이다.

## 수상

### 클럽

#### 상주 상무
- K리그 챌린지
  - 우승 1회 : 2013